# Макговерн (Пенсилванија)
Макговерн (енгл. McGovern) насељено је место без административног статуса у америчкој савезној држави Пенсилванија.

## Демографија
По попису из 2010. године број становника је 2.742, што је 204 (8,0%) становника више него 2000. године.
| Група             | 2000.         | 2010.         |
| Белци             | 2.476 (97,6%) | 2.653 (96,8%) |
| Афроамериканци    | 40 (1,6%)     | 39 (1,4%)     |
| Азијати           | 3 (0,1%)      | 3 (0,1%)      |
| Хиспаноамериканци | 13 (0,5%)     | 26 (0,9%)     |
| Укупно            | 2.538         | 2.742         |